# Noongar

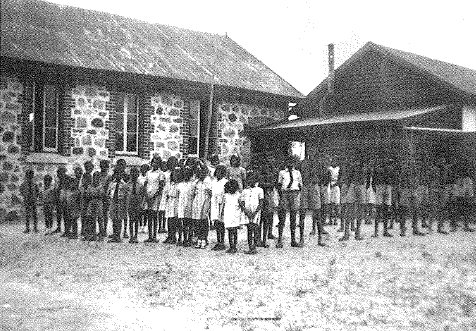
Assentament natiu de Carrolup River, c. 1951, prop de Katanning

Els Noongar (o escrits Nyungar, Nyoongar, Nyoongah, Nyungah, o Noonga) són indígenes australians o aborígens que viuen a la cantonada sud-oest de d'Austràlia Occidental, des de Geraldton a Esperance. Tradicionalment habitaven la regió de Jurien Bay fins a l'actual Ravensthorpe i Southern Cross. Els noongar tradicionalment parlen dialectes de l'idioma noongar, un membre de la família lingüística Pama–Nyunga però generalment actualment parlen l'anglès dels aborígens que combina l'anglès amb paraules i la gramàtica Noongar.

## Història
Abans de l'arribada dels blancs australians, la població noongar s'havia estimat entre unes 6.000 i unes desenes de milers de persones. La colonització va donar com a resultat grans pèrdues de població noongar. Actualment, segons els mateixos Noongar, el seu nombre és d'uns 28.000. Actualment, la majoria dels Noongar viuen a la Regió Metropolitana de Perth.
Tradicionalment els Noongar caçaven cangurs, pòssums i wallabis; recollien plantes comestibles com les llavors del gènere Acacia. Les nous de la palma zamia es menjaven després d'eliminar la part tòxica. Els Noongar utilitzaven el quars en lloc del sílex per a les llances i els ganivets. Els Noongar van considerar l'arribada dels europeus com la tornada dels seus morts. Els van anomenar Djanga (o djanak), que siginifica "esperits blancs".
Yagan va ser un dels líders noongar a l'arribada dels europeus. El 1829 el Capità James Stirling va declarar que les tribus locals eren subjectes de l'Imperi britànic. Actualment es considera Yangar com el primer indígena de la resistència antibritànica.

## Publicacions
- Green, Neville, Broken spears: Aborigines and Europeans in the Southwest of Australia, Perth: Focus Focus Education Services, 1984. ISBN 0-9591828-1-0
- Haebich, Anna, For Their Own Good: Aborigines and Government in the South West of Western Australia 1900–1940, Nedlands: University of Western Australia Press, 1992. ISBN 1-875560-14-9.
- Douglas, Wilfrid H. The Aboriginal Languages of the South-West of Australia, Canberra: Australian Institute of Aboriginal Studies, 1976. ISBN 0-85575-050-2
- Tindale, N.B., Aboriginal Tribes of Australia: Their Terrain, Environmental Controls, Distribution, Limits and Proper Names, 1974.